# 팔금초등학교 매도분교
팔금초등학교 매도분교는 대한민국 전라남도 신안군 팔금면 이목거문길 334-11에 있던 공립 초등학교이다.

## 연혁
- 1968년 4월 23일 팔금국민학교 매도분실 개설 및 도서벽지 학교 '을'급 지정
- 1969년 9월 2일 매도분실 폐실
- 1969년 9월 3일 팔금국민학교 매도분교 개교
- 1970년 7월 1일 도서벽지학교 '을'급 지정
- 1986년 1월 1일 도서벽지학교 '나'급 조정
- 1996년 3월 1일 팔금초등학교 매도분교 개칭
- 1998년 3월 1일 폐교 및 팔금초등학교 통폐합